# Глибока (потік)
Глибока, Глибокий (пол. Głęboka) — гірський потік в Україні, у Богородчанському районі Івано-Франківської області. Лівий доплив Саджавки (басейн Дністра).

## Опис
Довжина потоку 6 км, найкоротша відстань між витоком і гирлом — 4,69 км, коефіцієнт звивистості потоку — 1,28. Формується безіменними струмками. Потік тече у Східних Карпатах на Гуцульщині.

## Розташування
Бере початок у селі Глибоке. Тече на південний схід і в селі Саджава впадає у річку Саджавку, ліву притоку Бистриці Солотвинської.